# Boophis pyrrhus

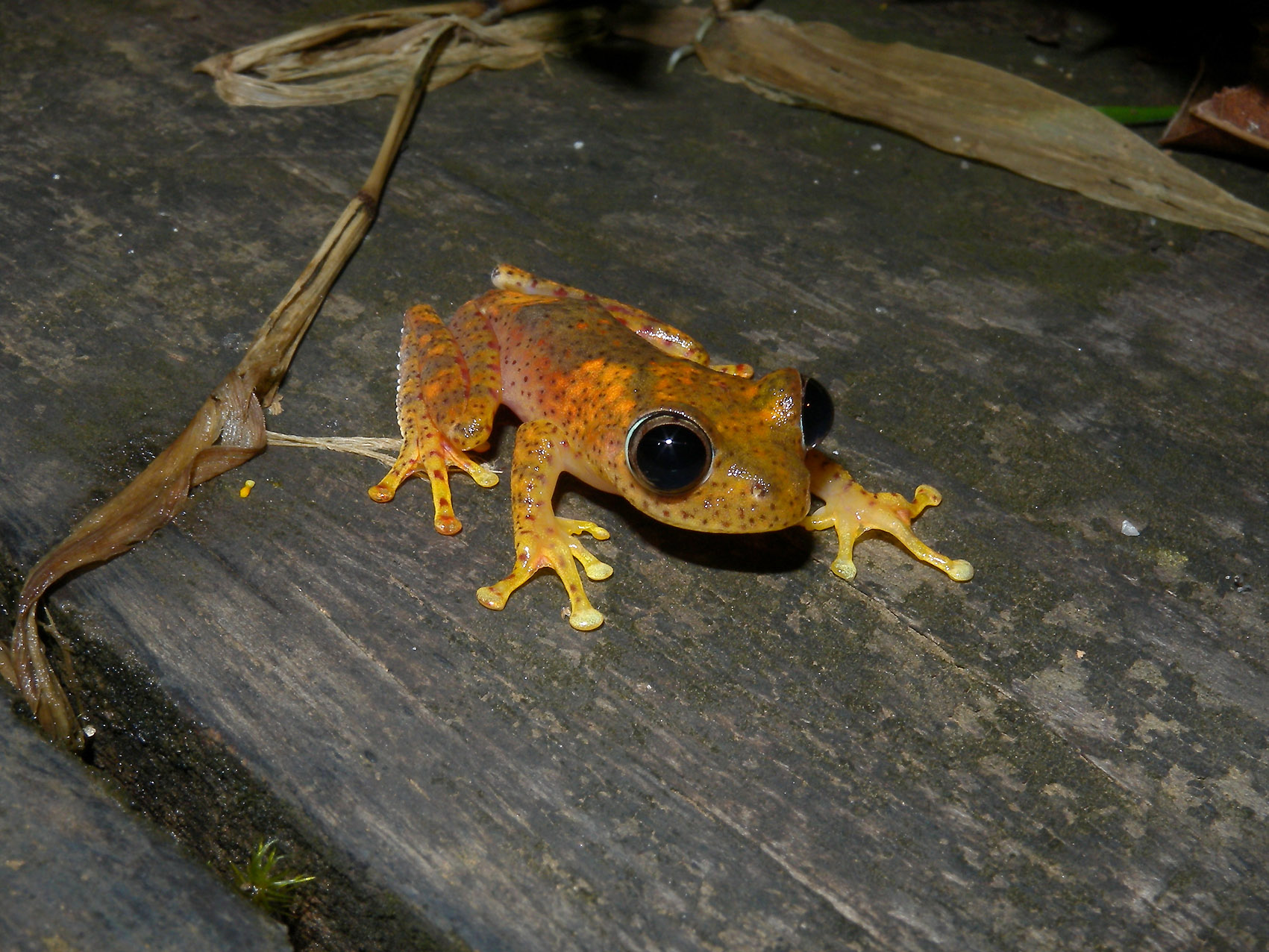
Orangebraunes Exemplar

Boophis pyrrhus ist eine endemisch auf Madagaskar vorkommende Froschlurchart (Anura) aus der Familie der Madagaskarfrösche (Mantellidae). Der Artname basiert auf dem griechischen Wort pyrrhos (altgriechisch πύρρος pýrrhos, deutsch ‚feuerrot‘, lateinisch pyrrhus) und bezieht sich auf die typische rote Farbe, die die Art annimmt, nachdem sie in Alkohol konserviert wurde.

## Merkmale
Mit einer Kopf-Rumpf-Länge von 26 bis zu 32 Millimetern bei den Männchen sowie von bis zu 37 Millimetern bei den Weibchen handelt es sich bei Boophis pyrrhus um eine mittelgroße Froschlurchart. Kopf, Rücken sowie die Gliedmaßen sind rötlich bis orangebraun gefärbt. Die gesamte Körperoberfläche ist mit sehr kleinen dunklen rotbraunen Punkten überzogen. Gelegentlich heben sich einige weißliche Flecke auf dem Rücken ab. Die Rückenhaut ist glatt. Die Körperunterseite ist cremefarben. Zwischen den gelblich gefärbten Händen und Zehen befinden sich schwach ausgebildete, ebenfalls gelbliche Schwimmhäute. Die Augen sind groß, die Iris ist weißlich und zeigt zuweilen vertikale Linien.

## Ähnliche Arten
Boophis haematopus unterscheidet sich durch die rote Farbe der Schwimmhäute.

## Verbreitung und Lebensraum
Boophis pyrrhus ist auf Madagaskar endemisch, kommt in Regenwäldern im Zentrum sowie in östlichen Gebieten der Insel vor und wurde zwischen dem 18. und dem 21. südlichen Breitengrad in Höhenlagen zwischen 450 und 915 Metern nachgewiesen.

## Lebensweise
Bei Boophis pyrrhus handelt es sich um einen überwiegend nachtaktiven Frosch. Der Ruf der Männchen wird von einer Position, die sich etwa 1,0 bis 2,0 Meter über dem Boden in der Vegetation befindet, gesendet und ist in den Monaten November bis April zu vernehmen. Die Rufe der Männchen sind charakteristisch für die Art und erklingen in zwei Versionen. Als Typ 1 wird eine überwiegend unharmonische, aus einer Abfolge von 12 bis 17 Noten gebildete Phrase bezeichnet. Diese dauert 2928 bis 3487 Millisekunden und wird in einer Frequenz von 4000 bis 4400 Hertz ausgesendet. Ein als Typ 2 bezeichneter Ruf ähnelt Typ 1, klingt am Ende jedoch harmonisch. Über das reproduktive Verhalten der Art ist wenig bekannt, außer, dass die in Laichballen abgelegten Eier eine schwarze Farbe haben.

## Gefährdung
Boophis pyrrhus von der Weltnaturschutzorganisation IUCN als „least concern = nicht gefährdet“ geführt. Eine gewisse Gefährdung der Art ergibt sich aufgrund von Lebensraumveränderungen durch Entwaldung, verstärkte Landwirtschaft oder Beweidung sowie durch Urbanisierung.